# Corrasión

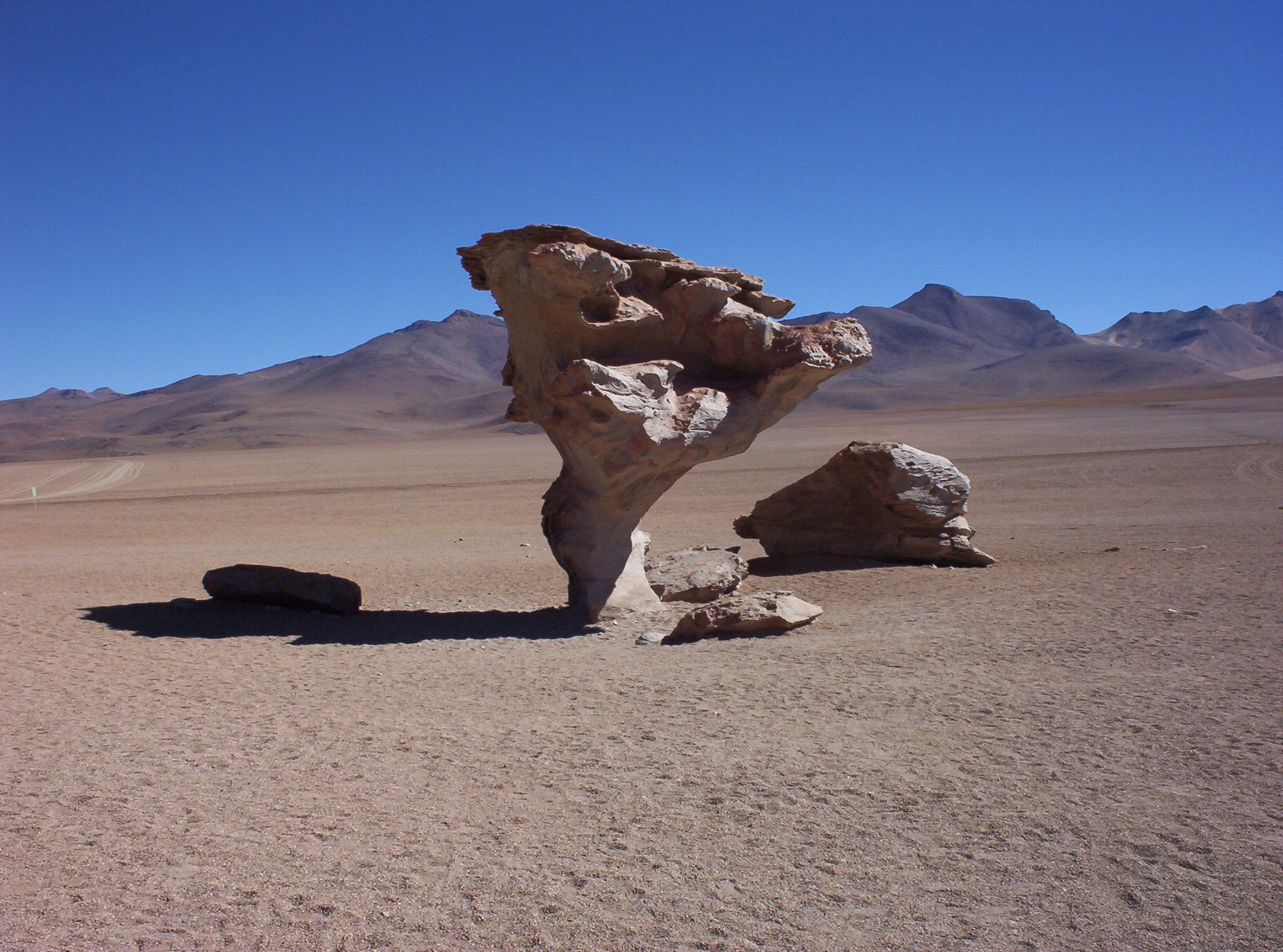
Árbol de Piedra, una roca con forma de hongo esculpida por el fenómeno de la corrasión, en el altiplano boliviano.

La corrasión o efecto lija es el desgaste de las rocas causado por el impacto de los granitos de arena arrastrados por el viento. 
Es intensa en las zonas ventosas donde abunda la arena y escasea la vegetación. Sus efectos dependen de la naturaleza de las rocas bombardeadas por las partículas abrasivas. Una roca muy dura y compacta será pulida; otra, blanda y poco homogénea, cobrará una superficie alveolar. Muchas veces la erosión afecta en mayor grado la base de la roca aislada y ésta acaba por presentar el aspecto de un hongo en equilibrio sobre un pie precario y estrecho.
No debe confundirse corrasión, que es un fenómeno puramente mecánico, con la corrosión, que designa un proceso de ataque químico de los minerales.
- Datos: Q1258442